# Охара Томоко
Охара Томоко (яп. 大原 智子; нар. 1957, Префектура Міє, Японія) — японська футболістка, виступала на позиції півзахисниці в збірній Японії.

## Кар'єра в збірній
Охара народилася в 1957 році в префектурі Міє. Дебютувала у збірній Японії 9 вересня 1981 року у поєдинку проти Італії.

## Статистика виступів у збірній
| жіноча національна збірна Японії | жіноча національна збірна Японії | жіноча національна збірна Японії |
| Рік                              | Матчі                            | Голи                             |
| -------------------------------- | -------------------------------- | -------------------------------- |
| 1981                             | 1                                | 0                                |
| Загалом                          | 1                                | 0                                |